# Platin(II,IV)-bromid
Platin(II,IV)-bromid ist eine anorganische chemische Verbindung des Platins aus der Gruppe der Bromide.

## Gewinnung und Darstellung
Platin(II,IV)-bromid kann durch Reaktion von Platin(II)-bromid mit Brom gewonnen werden.

## Eigenschaften
Platin(II,IV)-bromid ist ein schwarzes Pulver, das von Wasser etwas angegriffen wird. Es ist wenig löslich in Ethanol und unlöslich in Ether. Es besitzt eine trigonale Kristallstruktur mit der Raumgruppe R3 (Raumgruppen-Nr. 148) und den Gitterparametern a = 2231,8 pm, c = 903,4 pm und c/a = 0,4048 sowie 36 Formeleinheiten pro Elementarzelle. Die Verbindung wurde von Lothar Wöhler Anfang des 20. Jahrhunderts synthetisiert und untersucht.